# Skagit (tribu)
Pour les articles homonymes, voir Skagit.
Skagit (prononcez / Skædʒɨt / Skaj-it) fait référence à deux groupes d'Amérindiens vivants dans l'État de Washington, les Upper Skagit et les Lower Skagit.
Leur langage de même nom est un sous-dialecte du Lushootseed Nord, qui fait partie de la famille des langues salish.
Le fleuve Skagit, la baie de Skagit, et le comté de Skagit tirent tous leur nom du peuple Skagit. Leur nom indigène est Skagitian.

## Sources
- (en) Cet article est partiellement ou en totalité issu de l’article de Wikipédia en anglais intitulé « Skagit (tribe) » (voir la liste des auteurs).